# Управление французского радиовещания и телевидения
Управление французского радиовещания и телевидения (Office de radiodiffusion-télévision française, ORTF, ОРТФ) — общественное учреждение, имевшее промышленный и коммерческий характер в 1964—1975 гг., общественное учреждение в 1939—1964 гг. Данное название носило с 1964 г., в 1939—1945 гг. называлось — «Национальное радиовещание» (Radiodiffusion nationale), в 1945—1949 гг. — «Французское радиовещание» (Radiodiffusion française), в 1949—1964 гг. — «Французское радиовещание и телевидение» (Radiodiffusion-télévision française).

## Телевещательная деятельность учреждения
Учреждение вело:
- с 1939 до 1975 года вещание по 1-й телепрограмме во французской метрополии (первому каналу ОРТФ (Première chaîne de l’ORTF)), включавшей в себя два выпуска ежедневной телегазеты «Энформасьон Телевизэ», публицистические телепередачи, премьеры и повторы телефильмов, телевизионные премьеры и повторы кинофильмов, с 1967 года также и рекламу, последнее название носивший с 25 июля 1964 года, изначально и до 3 сентября 1939 года называвшемуся «Радиодиффузьон насьональ Телевизьон» (Radiodiffusion nationale Télévision), в 1944—1949 гг. — «РДФ Телевизьон Франсес» (RDF Télévision française), в 1949—1964 гг. — «РТФ Телевизьон» (RTF Télévision);
- с 18 апреля 1964 до 1975 года вещание по 2-й телепрограмме во французской метрополии (второму цветному каналу ОРТФ (Deuxième chaîne couleur de l’ORTF)), включавше1 в себя два выпуска ежедневной телегазеты «и. н. ф. 2» («i.n.f.2»), публицистические телепередачи, премьеры и повторы телефильмов, телевизионные премьеры и повторы фильмов, с 1967 года также и рекламу, до 24 июля 1964 года называвшемуся «РТФ Телевизьон 2» (RTF Télévision 2);
- с 31 декабря 1972 года до 1975 года вещание по 3-й телепрограмме во французской метрополии (третьему цветному каналу ОРТФ (Troisième chaîne couleur de l’ORTF)), включавшей в себя два выпуска ежедневной телегазеты «Энтер 3», художественно-публицистические телепередачи, повторы телефильмов и телевизионные повторы фильмов и рекламу;
- (Мартиника)
  - с 1964 года до 1975 года вещание по 1-й телепрограмме в Мартинике (телепрограмме «Теле Мартиник» (Télé Martinique);
- (Гваделупа)
  - с 1964 года до 1975 года вещание по 1-й телепрограмме в Гваделупе (телепрограмме «Теле Гуаделуп» (Télé Guadeloupe);
- (Реюньон)
  - с 1964 года до 1975 года вещание по 1-й телепрограмме в Реюньоне (телепрограмме «Теле Реюньон» (Télé Réunion));
- (Французская Полинезия)
  - с 1965 года до 1975 года вещание по 1-й телепрограмме во Французской Полинезии (телепрограмме «Теле Таити» (Télé Tahiti));
- (Новая Каледония)
  - с 1965 года до 1975 года вещание по 1-й телепрограмме в Новой Каледонии (телепрограмме «Теле Нумя» (Télé Nouméa));
- (Гвиана)
  - с 1967 года до 1975 года вещание по 1-й телепрограмме в Гвиане (телепрограмме «Теле Гвиан» (Télé Guyane));
- (Сен-Пьер и Микелон)
  - с 1967 года до 1975 года вещание по 1-й телепрограмме в Сен-Пьер и Микелоне (телепрограмме «Теле Сен-Пьер и Микелон» (Télé Saint-Pierre et Miquelon));
- (Аквитания)
  - в 1962—1975 гг. местные передачи (в 1963—1975 гг. — только информационные) по 1-й телепрограмме в области Аквитания;
  - в 1963—1975 гг. местные передачи по 2-й телепрограмме в области Аквитания («Теле Бордо-Аквитэн» (Télé Bordeaux Aquitaine));
- (Бретань и Земли Луары)
  - в 1964—1975 гг. местные информационные передачи по 1-й телепрограмме в областях Бретань и Земли Луары («Теле Бретань Луар-Осеан» (Télé Bretagne Loire-Océan));
  - в 1964—1975 гг. местные передачи по 2-й телепрограмме в областях Бретань и Земли Луары («Теле Бретань Луар-Осеан» (Télé Bretagne Loire-Océan));
- (Бургундия и Франш-Конте)
  - в 1965—1975 гг. местные информационные передачи по 1-й телепрограмме в областях Бургундия и Франш-Конте;
  - в 1965—1975 гг. местные передачи по 2-й телепрограмме в областях Бургундия и Франш-Конте («Теле Бургонь Франш-Конте» (Télé Bourgogne Franche-Comté));
- (Нор-па-де-Кале и Пикардия)
  - в 1950—1975 гг. местные передачи (в 1963—1975 гг. — только информационные) по 1-й телепрограмме в областях Нор-па-де-Кале и Пикардия;
  - в 1963—1975 гг. местные передачи по 2-й телепрограмме в областях Нор-па-де-Кале и Пикардия («Теле Лилль» (Télé Lille));
- (Лимузен и Пуату-Шаранта)
  - в 1965—1975 гг. местные передачи по 1-й телепрограмме в областях Пуату-Шаранта и Лимузен («Теле Лимож-Сентр-Уэст» (Télé Limoges-Centre-Ouest));
  - в 1965—1975 гг. местные передачи по 2-й телепрограмме в областях Пуату-Шаранта и Лимузен;
- (Лотарингия и Шампань-Арденны)
  - в 1965—1975 гг. местные передачи по 1-й телепрограмме в областях Лотарингия и Шампань-Арденны («Теле Лоррэн-Шампань» (Télé Lorraine Champagne));
  - в 1965—1975 гг. местные передачи по 2-й телепрограмме в областях Лотарингия и Шампань-Арденны;
- (Рона-Альпы и Овернь)
  - в 1954—1975 гг. местные передачи (в 1963—1975 гг. — только информационные) по 1-й телепрограмме в областях Овернь и Рона-Альпы;
  - в 1963—1975 гг. местные передачи по 2-й телепрограмме в областях Овернь и Рона-Альпы («Теле Лион» (Télé Lyon));
- (Прованс-Альпы-Лазурный берег и Корсика)
  - в 1954—1975 гг. местные передачи (в 1963—1975 гг. — только информационные) по 1-й телепрограмме в областях Прованс-Альпы-Лазурный Берег и Корсика
  - в 1963—1975 гг. местные передачи по 2-й телепрограмме в областях Прованс-Альпы-Лазурный Берег и Корсика («Теле Марсель-Прованс» (Télé Marseille Provence));
- (Иль-де-Франс, Центр, Верхняя Нормандия и Нижняя Нормандия)
  - в 1954—1975 гг. местные передачи (в 1963—1975 гг. — только информационные) по 1-й телепрограмме в областях Верхняя Нормандия, Нижняя Нормандия, Центр и Иль-де-Франс;
  - в 1963—1975 гг. местные передачи по 2-й телепрограмме в областях Верхняя Нормандия, Нижняя Нормандия, Центр и Иль-де-Франс («Теле Пари-Иль-де-Франс-Сентр» (Télé Paris Normandie Centre));
- (Эльзас)
  - в 1953—1975 гг. местные передачи (в 1963—1975 гг. — только информационные) по 1-й телепрограмме в области Эльзас
  - в 1963—1975 гг. местные передачи по 2-й телепрограмме в области Эльзас («Теле Страсбур» (Télé Strasbourg)).

## Радиовещательная деятельность учреждения
Учреждение вело:
- с 29 июля 1939 до 17 июня 1940 и с 20 августа 1944 до 5 января 1975 года вещание по 1-й (информационной, общественно-политической и художественной) радиопрограмме во французской метрополии (радиопрограмме «Франс Энтер» («France Inter»)), до 20 октября 1958 года называвшейся «Франс I Пари-Энтер» («France I Paris-Inter»), до 1 января 1958 года — «Программ насьональ» («Programme national» — букв. «Национальная программа»), до 14 января 1945 года — «Радиовещание французской нации» («Radiodiffusion de la nation française»), в 1939—1940 гг. — «Радио Пари», звучавшей во всех населённых пунктах Западной Европы на длинных волнах, а в 1964—1975 гг. в крупных и средних коммунах французской метрополии и их пригородах также и на ультракоротких волнах;
- с 29 июля 1939 до 6 июня 1940 года и с 14 января 1945 до 5 января 1975 года вещание по 2-й (информационно-музыкальной) программе в областях Иль-де-Франс, Центр, Верхняя Нормандия и Нижняя Нормандия, а в 1972—1975 гг. также и в областях Рона-Альпы и Прованс-Альпы-Лазурный Берег (радиопрограмме «Франс Энтер Пари» («France Inter Paris»)), в 1963—1971 гг. называвшейся «Энтер Пари Иль-де-Франс» («Inter Paris Île-de-France»), до 20 октября 1958 года — «Франс II Режиональ» («France II-Régional»), до 1 января 1958 года называвшейся «Программ паризьен» («Programme parisien» — букв. «Парижская программа»), до 6 июня 1940 года — «Радио Тур Эйффель», звучавшей на средних волнах во всех коммунах областей Иль-де-Франс, Центр, Верхняя Нормандия и Нижняя Нормандия, а в 1964—1975 гг. во всех крупных их коммунах и их пригородах также и на ультракоротких волнах;
- с 1 января 1947 до 5 января 1975 года вещание по 3-й радиопрограмме во французской метрополии (радиопрограмме «Франс Кюльтюр» («France Culture»)) — информационной и художественной, до 20 октября 1963 года называвшейся «Франс III Насьональ» («France III-National»), до 1 января 1958 года называвшейся «Пари Энтер» («Paris-Inter»), звучавшей на средних волнах во всех коммунах областей Иль-де-Франс, Центр, Верхняя Нормандия и Нижняя Нормандия ультракоротких волнах, а в 1964—1975 гг. во всех крупных коммунах французской метрополии и их пригородах также и на ультракоротких волнах;
- с 1954 до 5 января 1975 года вещание по 4-й радиопрограмме во французской метрополии (радиопрограмме «Франс Мюзик» («France Musique»)) — музыкальной, до 20 октября 1963 года называвшейся «Франс IV О Фиделите» («RTF Haute Fidélité»), до 1 января 1958 года — «Программ ан модулясьон де фрекванс» («Programme en modulation de fréquence» — букв. «Программа в частотной модуляции»), звучавшей на ультракоротких волнах в Париже, с 1960-х гг. также и в крупных коммунах французской метрополии и их пригородах;
- (Эльзас)
  - в 1939—1940 и в 1945—1975 гг. вещание по 2-й программе в области Эльзас (радиопрограмме «Энтер Эльзас» («Inter-Alsace»));
- (Лотарингия и Шампань-Арденны)
  - в 1944—1975 гг. вещание по 2-й программе в областях Лотарингия и Шампань-Арденны (радиопрограмме «Энтер Нор-Эст» («Inter Nord-Est»));
  - в 1972—1975 гг. местные радиопередачи по программе «ФИП» в коммуне Реймс («Франс Энтер Реймс» («France Inter Reims»));
  - в 1972—1975 гг. местные радиопередачи по программе «ФИП» в коммуне Нанси («Франс Энтер Лоррэн» («France Inter Lorraine»)) с ретрансляцией в коммунах Мец, Форбак и Эпиналь;
- (Нор-па-де-Кале);
  - в 1973—1975 гг. местные радиопередачи по программе «ФИП» в коммуне Лилль («Франс Энтер Лилль» («France Inter Lille»));
- (Иль-де-Франс, Центр, Верхняя Нормандия и Нижняя Нормандия)
  - в 1966—1975 гг. вещание по 2-й радиопрограмме в департаменте Манш области Нижняя Нормандия (радиопрограмме «Радио Шербур» («Radio Cherbourg»));
- (Аквитания)
  - в 1939—1943 гг и в 1945—1975 гг. — по 2-й радиопрограмме в области Аквитания (радиопрограмме «Радио Бордо» («Radio Bordeaux»));
  - в 1961—1975 гг. — по 2-й радиопрограмме в департаменте Атлантические Пиринеи;
  - в 1972—1975 гг. местные передачи по радиопрограмме «ФИП» в коммуне в коммуне Бордо («Франс Энтер Бордо» («France Inter Bordeaux»)) с ретрансляцией в коммуне Аркашон;
- (Бургундия и Франш-Конте)
  - в 1965—1975 гг. — по 2-й радиопрограмме в областях Бургундия и Франш-Конте (радиопрограмме «Радио Бургонь» («Radio Bourgogne»))[3];
- (Бретань и Земли Луары)
  - в 1974—1975 гг. местные передачи по радиопрограмме «ФИП» в коммуне Нант («Франс Энтер Луар-Атлантик» («France Inter Loire-Atlantique»)) с ретрансляцией в коммуне Сент-Назер;
  - в 1939—1940 и в 1945—1975 гг. — по 2-й радиопрограмме в областях Бретань и Земли Луары (радиопрограмме «Радио Ренн-Радио Бретань» («Radio Rennes-Radio Bretagne»));
  - в 1946—1975 гг. — по 2-й радиопрограмме в департаменте Финистер (радиопрограмме «Радио Брест»);
- (Лимузен и Пуату-Шаранта)
  - в 1939—1940 и в 1945—1975 гг. — по 2-й радиопрограмме в областях Пуату-Шаранта и Лимузен (радиопрограмме «Радио Лимож» («Radio Limoges»));
- (Юг-Пиринеи и Лангедок-Руссильон)
  - в 1972—1975 гг. местные передачи по радиопрограмме «ФИП» в коммуне Тулуза («Франс Энтер Тулуз» («France Inter Toulouse»))
  - в 1939—1943 и в 1945—1975 гг. — по 2-й радиопрограмме в области Лангедок-Руссильон (радиопрограмме «Монпелье-Лангедок» («Montpellier-Languedoc»));
  - в 1939—1943 и в 1945—1975 гг. — по 2-й радиопрограмме в области Юг-Пиренеи (радиопрограмме «Тулуз-Перенее» («Toulouse-Pyrénées»));
- (Овернь и Рона-Альпы)
  - в 1972—1975 гг. местные передачи по радиопрограмме «ФИП» в коммуне Лион («Франс Энтер Лион» («France Inter Lyon»));
  - в 1939—1943 и в 1945—1975 гг. — по 2-й радиопрограмме в областях Овернь и Рона-Альпы (радиопрограмме «Радио Лион»);
  - в 1972—1975 гг. — по 2-й радиопрограмме в области Овернь (радиопрограмме «Радио Клермон-Овернь» («Radio Clermont-Auvergne»));
- (Прованс-Альпы-Лазурный берег и Корсика)
  - в 1939—1943 и 1945—1972 гг. — по 2-й радиопрограмме в областях Прованс-Альпы-Лазурный Берег и Корсика (радиопрограмме «Радио Марсель»);
  - в 1972—1975 гг. — по 2-й радиопрограмме в области Корсика (радиопрограмме «Энтер Корс» («Inter-Corse»));
  - в 1972—1975 гг. местные передачи по радиопрограмме «ФИП» в коммуне Марсель («Франс Энтер Марсель» («France Inter Marseille»));
  - в 1973—1975 гг. местные передачи по радиопрограмме «ФИП» в коммуне Ницца («Франс Энтер Кот д’Азур» («France Inter Côte d’Azur»));
- (Реюньон)
  - с 1939 до 1954 и с 1969 до 1975 года вещание по 1-й радиопрограмме в заморском департаменте Реюньон (радиопрограмме «Радио Сен-Дени» («Radio Saint Denis»));
- (Сен-Пьер-и-Микелон)
  - с 1939 до 1954 и с 1969 до 1975 года вещание по 1-й радиопрограмме в заморской территории Сен-Пьер и Микелон (радиопрограмме «Радио Сен-Пьер и Микелон» («Radio Saint-Pierre et Miquelon»));
- (Новая Каледония)
  - с 1939 до 1954 и с 1969 до 1975 года вещание по 1-й радиопрограмме в заморской территории Новая Каледония (радиопрограмме «Радио Нумя» («Radio Nouméa»));
- (Мартиника)
  - с 1939 до 1954 и с 1969 до 1975 года вещание по 1-й радиопрограмме в заморском департаменте Мартиника (радиопрограмме «Радио Мартиник» («Radio Martinique»));
- (Гваделупа)
  - с 1939 до 1954 и с 1969 до 1975 года вещание по 1-й радиопрограмме в заморском департаменте Гваделупа (радиопрограмме «Радио Гауделуп» («Radio Guadeloupe»));
- (Мадагаскар)
  - с 1939 до 1954 вещание по 1-й радиопрограмме в заморской территории Мадагаскар (радиопрограмме «Радио Танарив» («Radio Tanarive»));
- (Экваториальная Африка)
  - с 1939 до 1954 вещание по 1-й радиопрограмме в заморской территории Французская Экваториальная Африка (радиопрограмме «Радио Браззавиль» («Radio Brazzaville»));
- (Западная Африка)
  - с 1945 до 1954 вещание по 1-й радиопрограмме в заморской территории Французская Западная Африка (радиопрограмме «Радио Дакар» («Radio Dakar»));
- (Французский Индокитай)
  - с 1945 до 1954 и с 1969 до 1975 года вещание по 1-й радиопрограмме в Автономной Республике Кохинхина (Радиопрограмме «Радио Сайгон» («Radio Saïgon»));
- (Полинезия)
  - с 1949 до 1954 и с 1969 до 1975 года вещание по 1-й радиопрограмме в заморской территории Полинезия (радиопрограмме «Радио Таити» («Radio Tahiti»));
- (Гвиана)
  - с 1951 до 1954 и с 1969 до 1975 года вещание по 1-й радиопрограмме в заморском департменте Гвиана (радиопрограмме «Радио Кайен» («Radio Cayenne»));
- (Джибути)
  - с 1969 до 1975 года вещание по 1-й радиопрограмме в заморской территории Джибути (радиопрограмме «Радио Джибути» («Radio Djibouti»));
- радиопередачи на заграницу под позывным «Радио Пари» (Radio Paris — «Радио Парижа») в 1945—1975 гг., под позывным «Пари-Мондиаль» (Paris-Mondial)[4]:
  - в 1939—1975 гг. — на французском (Émissions vers l'étranger, в направлении Африки, Карибского моря и Северной Америки) арабском, испанском, португальском, немецком;
  - в 1939—1949 гг. — на итальянском и нидерландском[5]);
  - с 1 сентября 1939 года до 1975 года на румынском, сербо-хорватском, болгарском, греческом, русском, японском и турецком, чешском и словацком, на польском;
  - с 9 апреля 1940 года до 1947 года на датском, шведском и норвежском языках[6].

## Руководство
Руководство учреждением осуществляли:
- (в 1939—1964 гг.)
  - Министерство информации Франции;
  - Высший совет радиовещания, назначавшийся советом министров, при этом его председатель назначался советом министров по предложению Министерства информации;
  - генеральный директор назначавшийся советом министров по предложению совета министров;
- (в 1964—1975 гг.)
  - административный совет (Conseil d’administration)[7], назначавшийся президентом по предложению министра национальной экономики, а с 1972 года также и Высшим советом аудиовизуала;
  - президент учреждения с полномочиями генерального директора (Président directeur général), назначавшийся Президентом Республики по предложению министра национальной экономики, ведавший творческими вопросами, ему был подчинён генеральный директор, ведавший коммерческими вопросами.

## Контроль
Контроль за учреждением осуществляли:
- (в 1964—1972 гг.)
  - и по финансовой части и по части соблюдения принципа плюрализма и защиты французского языка и французской культуры — Министерство информации, ему же учреждение должно было предоставлять возможность выступить в радио- и телепередачах всякий раз как это потребует Совет Министров, как для перечисления текущих новостей связанных с деятельностью Совета Министров, так и для чего либо другого;
- (в 1972—1975 гг.)
  - по финансовой части — Совет Министров (через Министерство национальной экономики), пресс-секретарю которого учреждение должно было предоставлять возможность выступить в радио- и телепередачах всякий раз как это он потребует, как для перечисления текущих новостей связанных с деятельностью Совета Министров, так и для чего либо другого;
  - по части соблюдения принципа плюрализма и защиты французского языка и французской культуры — Высший совет аудиовизуала;

## Учредители
Учредителем организации являлась Французская Республика, полномочия учредителя от имени которой осуществляли:
- в 1939—1972 гг. Министерство информации;
- в 1972—1975 гг. Министерство национальной экономики.

## Подразделения
- (в 1939—1949 гг.)
  - Единица информации;
  - Единица художественных служб;
  - художественные коллективы;
  - представительства (корреспондентские пункты);
- (в 1949—1969 гг.)
  - единица художественных служб телевидения;
  - единица информации;
  - единица спорта;
  - единица художественных служб радиовещания;
  - художественные коллективы (Национальный оркестр Французского радиовещания (Orchestre National de la Radiodiffusion Française), Филармонический оркестр Французского радиовещания (Orchestre philharmonique de la radiodiffusion française), Лирический оркестр Французского радиовещания и телевидения (Orchestre lyrique de RTF), Камерный оркестр Французского радиовещания и телевидения (Orchestre de Chambre de la RTF), Хор Управления французского радиовещания и телевидения (Chœur de la RTF) и Мэтры Управления французского радиовещания и телевидения);
  - представительства (корреспондентские пункты) во многих крупнейших городах за границей Франции;
- (1969—1975)
  - Филиал «Первый канал ОРТФ»
    - единица программ;
    - единица информации;
    - единица спорта;
    - молодёжная единица;
    - единица фикшена;
    - единица кино;

  - Филиал «Второй канал ОРТФ»;
    - единица программ;
    - единица информации;
    - единица спорта;
    - единица фикшена;
    - единица кино;

  - Филиал «Третий канал ОРТФ»;
  - Филиал «Франс Энтер»;
    - единица программ;
    - единица информации;

  - Филиал «Франс Кюльтюр»;
    - единица программ;

  - Филиал «Франс Мюзик»;
  - Художественные коллективы (Национальный оркестр Управления французского радиовещания и телевидения (Orchestre National de l’Office de Radiodiffusion Télévision Française), Филармонический оркестр Управления французского радиовещания и телевидения (Orchestre Philharmonique de l’ORTF), Камерный оркестр Управления французского радиовещания и телевидения (Orchestre de chambre de l’ORTF), Лирический оркестр Управления французского радиовещания и телевидения (Orchestre lyrique de l’ORTF), Хор Управления французского радиовещания и телевидения (Chœur de l’ORTF) и Мэтры Управления французского радиовещания и телевидения (Maîtrise de l’ORTF))
  - представительства (корреспондентские пункты) во многих крупнейших городах за границей Франции, включая Москву.

## Филиалы
- «ОРТФ Лилль» — филиал учреждения в областях Нор-Па-де-Кале и Пикардия, был расположен в Лилле;
- «ОРТФ Страсбур» — филиал учреждения в области Эльзас, был расположен в Страсбурге;
- «ОРТФ Марсель-Прованс» — филиал учреждения в областях Прованс-Альпы-Лазурный берег и Корсика, был расположен в Марселе;
- «ОРТФ Лион» — филиал учреждения в областях Рона-Альпы и Овернь, был расположен в Лионе;
- «ОРТФ Тулуз-Пиринее» — филиал учреждения в областях Пиринеи-Юг и Лангедок-Руссильон, был расположен в Тулузе;
- «ОРТФ Бордо-Аквитэн» — филиал учреждения в области Аквитания, был расположен в Бордо;
- «ОРТФ Бретань-Луар-Осеан» — филиал учреждения в областях Бретань и Земли Луары, был расположен в Ренне;
- «ОРТФ Пари-Норманди-Сент» — филиал учреждения в областях Иль-де-Франс, Верхняя Нормандия, Нижняя Нормандия и Центр, был расположен в Ванве;
- «ОРТФ Лоррэн-Шампань» — филиал учреждения в областях Лотарингия и Шампань-Арденны, был расположен в Нанси;
- «ОРТФ Лимож-Сентр-Уэст» — филиал учреждения в областях Лимузен и Пуату-Шаранта, был расположен в Лимузене;
- «ОРТФ Бургонь-Франш-Конте» — филиал учреждения в областях Бургонь и Франш-Конте, был расположен в Дижоне;
- «ОРТФ Мартиник» — филиал учреждения в заморском департаменте (до 1945 года в колонии) Мартиника, был расположен в Фор-де-Франсе;
- «ОРТФ Гуаделуп» — филиал учреждения в заморском департаменте (до 1945 года в колонии) Гваделупа, был расположен в Ле-Абиме;
- «ОРТФ Реюньон» — филиал учреждения в заморском департаменте (до 1945 года в колонии) Реюньон, был расположен в Сен-Дени;
- «ОРТФ Таити» — филиал учреждения в заморской территории (до 1945 года в колонии) Полинезия, был расположен в Папеэте;
- «ОРТФ Нумя» — филиал учреждения в заморской территории (до 1945 года в колонии) Новая Каледония, был расположен в Нумеа;
- «ОРТФ Гвиан» — филиал учреждения в заморском департаменте (до 1945 года в колонии) Гвиана, был расположен в Кайенне;
- «ОРТФ Сен-Пьер и Микелон» — филиал учреждения в заморской территории (до 1945 года в колонии) Сен-Пьер и Микелон, был расположен в Сен-Пьере;
- «ОРТФ Комор» — филиал учреждения в заморской территории (до 1945 года в колонии) Коморские острова, был расположен в Мамудзу;
- «РТФ Танарив» — филиал учреждения в заморской территории Мадагаскар, был расположен в Антагриву (до 1954 года);
- «РТФ Дакар» — филиал учреждения во заморской территории Французская Западная Африка, был расположен в Дакаре (до 1954 года);
- «РТФ Браззавиль» — филиал учреждения во заморской территории Французская Экваториальная Африка, был расположен в Браззавиле (до 1954 года).

## Членство
Учреждение являлось:
- в 1939—1946 гг. — членом Международного союза радиовещания;
- в 1946—1950 гг. — членом Международной организации радиовещания;
- в 1950—1975 гг. — членом Европейского союза радиовещания. Учреждение участвовало в песенном конкурсе «Евровидение», ретранслировало его во Франции, в 1959 и 1961 году транслировало его на другие страны Европы по сети «Евровидение», в 1958, 1960, 1962, 1967 году участники от учреждения побеждали в конкурсе;
- в 1964—1975 гг. — членом ассоциации «Сообщество франкоязычного телевидения» (Communauté des télévisions francophones)
- с 1950-х гг. до 1975 года — членом ассоциации «Радиовещательное сообщество франкоязычных программ» (Communauté radiophonique des programmes de langue française)

## Правопреемники
В 1975 году учреждение было реорганизовано путём разделения на национальные компании «ТФ1», «Антенн 2», «Франс Регион 3», «Радио Франс», государственные учреждения, имеющие промышленный характер «Французская телепроизводящая компания», «Теледиффюзьон де Франс», «Национальный институт аудиовизуала».

## Активы
- С 1969 до 1975 года 51 % акций капитала Французского рекламного агентства (Régie française de publicité);
- 2 представителя учреждения входили в Совет директоров информационного агентства «Франс-Пресс»;
- (бывшая область Эльзас)
  - Радиотелецентр в Страсбурге (Maison de l’ORTF Strasbourg)
  - Радиоцентр в Селесте;
  - Радиотелестанция Нордхайма-Страсбурга (Émetteur TV de Nordheim-Strasbourg), обеспечивала теле- и радиовещанием Страсбург;
  - Радиотелестанция Донон-Сарребура (Émetteur du Donon-Sarrebourg);
  - Радиотелестанция Молюза (Émetteur de Mulhouse);
- (бывшие области Лотарингия и Шампань-Арденны)
  - Радиотелецентр в Нанси;
  - Участок радиотелецентра в Реймсе;
  - Радиоцентр в Нанси;
  - Радиотелестанция Люттанжа (Émetteur de Luttange);
  - Радиотелестанция Мальзевиль (Émetteur de Malzéville), обеспечивала теле- и радиовещанием Нанси;
- (бывшие области Нор-па-де-Кале и Пикардия)
  - Радиотелецентр в Лилле
  - Участок радиотелецентра в Амьене
  - Радиоцентр в Лилле
  - Радиотелестанция Бувиньи-Бойефль (Émetteur de Bouvigny-Boyeffles), обеспечивала теле- и радиовещанием Лилль;
  - Радиотелестанция Амьена (Émetteur d’Amiens Saint-Just);
  - Радиотелестанция Лиму (Émetteurs de Limeux);
- (области Иль-де-Франс, Центр, Верхняя Нормандия и Нижняя Нормандия)
  - Общенациональный радиодом в Париже, с 1963 года — на Авеню Президента Кеннеди, 116;
  - Общенациональный телецентр (с аппаратно-программными и аппаратно-студийными блоками) на улице Коньяк-Жаи, 13-15
  - Общенациональный телецентр (с аппаратно-студийными блоками) на улице Де-Алюетт 34-36
  - Радиотелецентр в Ванве;
  - Участок радиотелецентра в Орлеане;
  - Участок радиотелецентра в Кане;
  - Участок радиотелецентра в Руане;
  - Участок радиотелецентра в Шербуре;
  - Радиоцентр Аллюи, передававшая национальную программу;
  - Радиоцентр Иссудена, обеспечивающий радиовещание на коротких волнах[8];
  - Радиоцентр Виллебон-сюр-Иветте (пригород Парижа), передававшая третью программу;
  - Радиотелестанция Эйфелевой башни, передавала 1-ю, 2-ю и 3-ю телепрограмму, программу в частотной модуляции и ретранслировала национальную, парижскую и третью программы;
  - Радиотелестанция Шеневьер-сюр-Марн (Tour hertzienne de Chennevières-sur-Marne);
  - Радиотелестанция Виллебон-сюр-Ивет (Émetteur de Villebon-sur-Yvette);
  - Радиотелестанция Киссая (Émetteur de Chissay);
  - Радиотелестанция Нови-ду-Клошер (Émetteur de Neuvy-Deux-Clochers);
- (области Бретань и Земли Луары)
  - Радиотелецентр в Ренне
  - Участок радиотелецентра в Нанте
  - Участок радиотелецентра в Ле-Мане
  - Радиодом в Кемпере
  - Радиоцентр в Ренне
  - Радиоцентр в Бресте
  - Радиотелестанция Рох-Тредюдона (Émetteur de Roc’h Trédudon);
  - Радиотелестанция Сен-Перна (Émetteur de Saint-Pern), обеспечивала теле- и радиовещанием Ренн;
- (области Пуату-Шаранта и Лимузен)
  - Радиотелецентр в Лимузене;
  - Участок радиотелецентра в Пуатье;
  - Радиоцентр в Лиможе
- (бывшая область Аквитания)
  - Радиотелецентр в Бордо;
  - Радиодом в Байонне;
  - Радиодом в По;
  - Радиоцентр в Бордо;
  - Радиоцентр в Байонне;
  - Радиоцентр в По;
- (бывшая области Лангедок-Руссильон)
  - Радиотелецентр в Тулузе
  - Участок радиотелецентра в Монпелье
  - Радиоцентр в Тулузе
  - Радиотелестанция Пика де-Нор (Émetteur du pic de Nore);
- (области Прованс-Альпы-Лазурный берег)
  - Радиотелецентр в Марселе (Maison de l’ORTF Marseille-Provence);
  - Участок радиотелецентра в Ницце;
  - Радиодом в Бастии;
  - Радиодом в Аяччо;
  - Радиоцентр в Марселе;
  - Радиоцентр в Мадоне (пригород Ниццы);
  - Радиоцентр в Бастии;
  - Радиоцентр в Аяччо;
- (бывшие области Овернь и Рона-Альпы)
  - Радиотелецентр в Лионе
  - Участок радиотелецентра в Гренобле
  - Участок радиотелецентра в Клермон-Ферране
  - Радиоцентр в Лионе;
  - Радиоцентр в Эннеза (пригород Клермон-Феррана);
  - Башня Фурвье (Tour métallique de Fourvière), обеспечивала теле- и радиовещанием Лион;
- (бывшие области Бургундия и Франш-Конте)
  - Радиотелецентр в Дижоне;
  - Участок радиотелецентра в Безансоне;
  - Радиоцентр в Дижоне;
  - Радиотелестанция Молезма (Émetteur de Molesmes);
  - Радиотелестанция Сана (Émetteur de Sens);
  - Радиотелестанция Веллеро-ле-Бельвуар (Émetteur de Vellerot-lès-Belvoir).

## Финансирование
Организация финансировалась:
- Министерством финансов Франции из государственной казны Французской Республики преимущественно от средств от сбора абонемента (Redevance audiovisuelle) со всех владельцев радиоприёмников и телевизоров
- в меньшей степени:
  - за счёт продажи рекламного времени;
  - продажи прав на разовый показ фильмов и телефильмов организации другим телеорганизациям, продажи прав на создание по их мотивам других художественных произведений (новеллизаций, приквелов, сиквелов, римейков, комиксных адаптаций);
  - продажи прав на создание по мотивам радиоспектаклей организации других художественных произведений (экранизаций, новеллизаций, приквелов, сиквелов, римейков, театральных адаптаций) и продажи их населению на аудионаосителях для индивидуального прослушивания;
  - издания на аудионосителях концертов её оркестров и хоров.